# Zemský národní výbor
Zemský národní výbor (ZNV) je označení národních výborů, které vykonávaly v Československu v letech 1945–1948 správu zemí. Existovaly tak dva, v Praze a v Brně (Moravskoslezský zemský národní výbor). Od roku 1949 existovalo místo nich vícero krajských národních výborů (KNV; například v Brně se zemský národní výbor přeměnil v krajský dne 2. ledna 1949).
Dále existovaly nižší složky národních výborů:
- Krajský národní výbor = KNV
- Okresní národní výbor = ONV
- Městský národní výbor = MěNV
- Místní národní výbor = MNV